# Várzea de Trevões
Várzea de Trevões é uma localidade portuguesa do Município de São João da Pesqueira que foi sede da extinta Freguesia de Várzea de Trevões, freguesia que tinha 9,30 km² de área e 174 habitantes (2011), e, por isso, uma densidade populacional de 18,7 hab/km².
A Freguesia de Várzea de Trevões foi extinta e agregada à Freguesia de São João da Pesqueira, criando-se a União das freguesias de São João da Pesqueira e Várzea de Trevões.
Várzea de Trevões foi vila e sede de concelho até ao início do século XIX. Este pequeno concelho era constituído por uma freguesia e tinha, em 1801, 297 habitantes. Quando foi extinto, passou a integrar o concelho (atual município) de Trevões.

## População
| População da freguesia de Várzea de Trevões | População da freguesia de Várzea de Trevões | População da freguesia de Várzea de Trevões | População da freguesia de Várzea de Trevões | População da freguesia de Várzea de Trevões | População da freguesia de Várzea de Trevões | População da freguesia de Várzea de Trevões | População da freguesia de Várzea de Trevões | População da freguesia de Várzea de Trevões | População da freguesia de Várzea de Trevões | População da freguesia de Várzea de Trevões | População da freguesia de Várzea de Trevões | População da freguesia de Várzea de Trevões | População da freguesia de Várzea de Trevões | População da freguesia de Várzea de Trevões |
| ------------------------------------------- | ------------------------------------------- | ------------------------------------------- | ------------------------------------------- | ------------------------------------------- | ------------------------------------------- | ------------------------------------------- | ------------------------------------------- | ------------------------------------------- | ------------------------------------------- | ------------------------------------------- | ------------------------------------------- | ------------------------------------------- | ------------------------------------------- | ------------------------------------------- |
| 1864                                        | 1878                                        | 1890                                        | 1900                                        | 1911                                        | 1920                                        | 1930                                        | 1940                                        | 1950                                        | 1960                                        | 1970                                        | 1981                                        | 1991                                        | 2001                                        | 2011                                        |
| 338                                         | 337                                         | 321                                         | 280                                         | 332                                         | 310                                         | 308                                         | 356                                         | 401                                         | 385                                         | 305                                         | 277                                         | 252                                         | 237                                         | 174                                         |

| Distribuição da População por Grupos Etários | Distribuição da População por Grupos Etários | Distribuição da População por Grupos Etários | Distribuição da População por Grupos Etários | Distribuição da População por Grupos Etários | Distribuição da População por Grupos Etários | Distribuição da População por Grupos Etários | Distribuição da População por Grupos Etários | Distribuição da População por Grupos Etários | Distribuição da População por Grupos Etários |
| -------------------------------------------- | -------------------------------------------- | -------------------------------------------- | -------------------------------------------- | -------------------------------------------- | -------------------------------------------- | -------------------------------------------- | -------------------------------------------- | -------------------------------------------- | -------------------------------------------- |
| Ano                                          | 0-14 Anos                                    | 15-24 Anos                                   | 25-64 Anos                                   | > 65 Anos                                    |                                              | 0-14 Anos                                    | 15-24 Anos                                   | 25-64 Anos                                   | > 65 Anos                                    |
| 2001                                         | 45                                           | 35                                           | 108                                          | 49                                           |                                              | 19,0%                                        | 14,8%                                        | 45,6%                                        | 20,7%                                        |
| 2011                                         | 22                                           | 27                                           | 90                                           | 35                                           |                                              | 12,6%                                        | 15,5%                                        | 51,7%                                        | 20,1%                                        |

Média do País no censo de 2001:  0/14 Anos-16,0%; 15/24 Anos-14,3%; 25/64 Anos-53,4%; 65 e mais Anos-16,4%
Média do País no censo de 2011:   0/14 Anos-14,9%; 15/24 Anos-10,9%; 25/64 Anos-55,2%; 65 e mais Anos-19,0%

## Património
- Igreja Matriz de Várzea de Trevões;
- Capela de Santa Cruz;
- Capela de São Sebastião.